# Палеозоология
Палеозооло́гия (архезоология) — раздел палеонтологии, изучающий ископаемых животных. Условно разделяют на палеозоологию позвоночных и беспозвоночных.
Палеозоология изучает биологическое разнообразие, его изменение во времени и пространстве. Такое разнообразие устанавливается через морфологию, определение систематического состава и построение новых классификаций.